# Sonde nucléaire PIXE
La Sonde nucléaire PIXE est un instrument de physique où un faisceau de protons accélérés à plusieurs MeV, est produit et utilisé pour mettre en œuvre une technique d'analyse appelée « émission de photons X induite par particules » (en anglais PIXE, pour Particle-Induced X-ray Emission ou Proton-Induced X-ray Emission). Cette technique est utilisée pour déterminer la composition « élémentaire » (au sens d'élément chimique) d'un échantillon. Quand un matériau est exposé à un faisceau d'ions, ses interactions atomiques donnent naissance à un rayonnement électromagnétique dont la longueur d'onde de chaque photon, qui se trouve dans la gamme des rayons X, est propre à l'élément chimique de l'atome où a été généré le photon X. L'un des avantages de la technique PIXE par rapport à d'autres techniques voisines comme le SIMS est sa non destructivité, ce qui la rend très attractive pour l'analyse d'échantillons archéologiques ou artistiques.
Cette technique a été proposée en 1970 par Sven Johansson, de l'Université de Lund en Suède. Des développements plus récents ont conduit à des microPIXE qui produisent des sondes protoniques de l'ordre du micromètre.
PIXE est une sorte particulière de spectrométrie de fluorescence des rayons X (XRF). Le PIGE (Particle-Induced Gamma-ray Emission) est une technique voisine. 

## Théorie
Trois spectres peuvent être produits par une sonde PIXE :
1. Un spectre d'émission X.
2. Un spectre de Spectroscopie de rétrodiffusion de Rutherford.
3. Un spectre de protons transmis.